# Lauricocha-Kultur
Die paläoindianische Lauricocha-Kultur ist ein Teilabschnitt der vorkeramischen Kulturen in der Frühgeschichte des heutigen Peru, von etwa 8000 bis 2500 v. Chr.
Die gesamte prähistorische Epoche in Peru umfasst etwa 15.000 Jahre und geht zurück bis ins 14. vorchristliche Jahrtausend, als die ersten Sammler- und Jägervölker ihre Spuren in den Bergländern von Ayacucho und Ancash hinterließen. Diese Gruppen waren über tausende von Jahren über Nord- und Mittelamerika zugewandert und hatten sich im Anden-Hochland niedergelassen. Spuren dieser frühen Völker sind in den Felshöhlen von Lauricocha, Pacaicasa und Guitarrero gefunden worden.
Die Lauricocha-Höhle wurde im Jahre 1957 in einer Höhe von mehr als 4000 m entdeckt, nahe dem Lago Lauricocha und der Quelle des Marañón, einem der drei größten Amazonas-Zuflüsse. In der Höhle fanden sich die ältesten bisher in Peru entdeckten menschlichen Gebeine, die der Zeit der letzten großen Vereisung vor etwa 9500 Jahren zuzurechnen sind.
Die frühen Volksgruppen von Sammlern und Jägern in Peru folgten damals dem Zug der Wildtiere sowie dem Wechsel der Jahreszeiten und wanderten zwischen den rauen Hochflächen und den wärmeren Küstenregionen hin und her. Die Region Lauricocha nahe Huánuco war damals eine der bedeutendsten Bergsiedlungen, was sich in den dort gefundenen, sorgfältig gearbeiteten, steinernen Pfeilspitzen und Schneidemessern genauso widerspiegelt wie in den Höhlenmalereien von Wildtieren, Jagdszenen und Tänzen.

## Lauricocha Epochen
- Lauricocha III: 4200–2500 v. Chr.
- Lauricocha II: 6000–4200 v. Chr.
- Lauricocha I: 8000–6000 v. Chr.